# Andri Ragettli
Andri Ragettli (ur. 21 sierpnia 1998) – szwajcarski narciarz dowolny, specjalizujący się w konkurencjach slopestyle i big air.

## Kariera
W Pucharze Świata zadebiutował 25 sierpnia 2013 roku w Cardronie, zajmując 27. miejsce. Tym samym już w swoim debiucie zdobył pierwsze pucharowe punkty. Na podium zawodów tego cyklu po raz pierwszy stanął 14 marca 2015 roku w Silvaplanie, kończąc rywalizację w slopestyle'u na drugiej pozycji. Uplasował się tam między Felixem Stridsbergiem-Usterudem z Norwegii i swym rodakiem, Lucą Schulerem. W sezonie 2021/2022 zajął drugie miejsce w klasyfikacji generalnej OPP, a w klasyfikacji slopestyle'u był najlepszy. Ponadto w klasyfikacji slopestyle'u wygrywał też w sezonach 2015/2016, 2017/2018 i 2019/2020, w sezonie 2016/2017 zajął drugie miejsce, a w sezonie 2014/2015 i 2018/2019 był trzeci. Był również pierwszy w klasyfikacji big air w sezonie 2018/2019.
W 2017 roku wystartował na mistrzostwach świata w Sierra Nevada, gdzie zajął szóste miejsce w slopestyle'u. Jest dwukrotnym brązowym medalistą zawodów X-Games rozgrywanych w amerykańskim Aspen. Wywalczył je podczas Winter X Games 22 w slopestyle'u oraz Winter X Games 24 w big air. W Winter X Games 25 okazał się najlepszy w konkursie big air, zdobywając tym samym złoty medal. W 2018 roku wystartował na igrzyskach olimpijskich w Pjongczangu, gdzie zajął siódme miejsce. W marcu 2021 roku podczas mistrzostw świata w Aspen zdobył złoty medal w slopestyle'u. Brał też udział w igrzyskach olimpijskich w Pekinie w 2022 roku, zajmując czwarte miejsce w slopestyle'u i czternaste w Big Air.

## Osiągnięcia

### Igrzyska olimpijskie
| Miejsce | Dzień     | Rok  | Miejscowość | Konkurencja | Zwycięzca      |
| ------- | --------- | ---- | ----------- | ----------- | -------------- |
| 7.      | 18 lutego | 2018 | Pjongczang  | Slopestyle  | Øystein Bråten |
| 14.     | 9 lutego  | 2022 | Pekin       | Big air     | Birk Ruud      |
| 4.      | 16 lutego | 2022 | Pekin       | Slopestyle  | Alexander Hall |

### Mistrzostwa świata
| Miejsce | Dzień     | Rok  | Miejscowość   | Konkurencja | Zwycięzca        |
| ------- | --------- | ---- | ------------- | ----------- | ---------------- |
| 6.      | 19 marca  | 2017 | Sierra Nevada | Slopestyle  | McRae Williams   |
| 1.      | 13 marca  | 2021 | Aspen         | Slopestyle  | –                |
| 6.      | 16 marca  | 2021 | Aspen         | Bir Air     | Oliwer Magnusson |
| 3.      | 28 lutego | 2023 | Bakuriani     | Slopestyle  | Birk Ruud        |
| 4.      | 21 marca  | 2025 | Engadyna      | Slopestyle  | Birk Ruud        |
| 4.      | 29 marca  | 2025 | Engadyna      | Big Air     | Luca Harrington  |

### Puchar Świata

#### Miejsca w klasyfikacji generalnej
- sezon 2013/2014: 74.
- sezon 2014/2015: 58.
- sezon 2015/2016: 4.
- sezon 2016/2017: 34.
- sezon 2017/2018: 3.
- sezon 2018/2019: 15.
- sezon 2019/2020: 10.

Od sezonu 2020/2021 klasyfikacja generalna została zastąpiona przez klasyfikację Park & Pipe (OPP), łączącą slopestyle, halfpipe oraz big air.
- sezon 2020/2021: 4.
- sezon 2021/2022: 2.
- sezon 2022/2023: 2.
- sezon 2023/2024: 4.
- sezon 2024/2025: 4.

#### Miejsca na podium w zawodach
1. Silvaplana – 14 marca 2015 (slopestyle) – 2. miejsce
2. Boston – 12 lutego 2016 (Big Air) – 2. miejsce
3. Silvaplana – 4 marca 2016 (slopestyle) – 1. miejsce
4. Québec – 11 lutego 2017 (big air) – 3. miejsce
5. Québec – 12 lutego 2017 (slopestyle) – 1. miejsce
6. Cardrona – 27 sierpnia 2017 (slopestyle) – 2. miejsce
7. Mediolan – 18 listopada 2017 (big air) – 3. miejsce
8. Snowmass – 13 stycznia 2018 (slopestyle) – 1. miejsce
9. Mammoth Mountain – 20 stycznia 2018 (slopestyle) – 2. miejsce
10. Silvaplana – 3 marca 2018 (slopestyle) – 2. miejsce
11. Seiseralm – 16 marca 2018 (slopestyle) – 2. miejsce
12. Cardrona – 7 września 2018 (big air) – 1. miejsce
13. Modena – 4 listopada 2018 (big air) – 3. miejsce
14. Font-Romeu – 12 stycznia 2019 (slopestyle) – 3. miejsce
15. Québec – 16 marca 2019 (big air) – 3. miejsce
16. Silvaplana – 30 marca 2019 (slopestyle) – 1. miejsce
17. Modena – 3 listopada 2019 (big air) – 3. miejsce
18. Mammoth Mountain – 31 stycznia 2020 (slopestyle) – 1. miejsce
19. Calgary – 15 lutego 2020 (slopestyle) – 1. miejsce
20. Stubai – 21 listopada 2020 (slopestyle) – 1. miejsce
21. Font-Romeu – 16 stycznia 2022 (slopestyle) – 1. miejsce
22. Bakuriani – 5 marca 2022 (slopestyle) – 1. miejsce
23. Silvaplana – 26 marca 2022 (slopestyle) – 3. miejsce
24. Stubai – 19 listopada 2022 (slopestyle) – 2. miejsce
25. Laax – 22 stycznia 2023 (slopestyle) – 1. miejsce
26. Mammoth Mountain – 4 lutego 2023 (slopestyle) – 3. miejsce
27. Tignes – 18 marca 2023 (slopestyle) – 3. miejsce
28. Pekin – 2 grudnia 2023 (big air) – 3. miejsce
29. Mammoth Mountain – 3 lutego 2024 (slopestyle) – 3. miejsce
30. Silvaplana – 24 marca 2024 (slopestyle) – 1. miejsce
31. Stubai – 23 listopada 2024 (slopestyle) – 2. miejsce
32. Tignes – 14 marca 2025 (slopestyle) – 2. miejsce